# كريل طويل المنقار
كريل طويل المنقار (الاسم العلمي: Euphausia longirostris) هو نوع من المفصليات يتبع جنس الكريل من الفصيلة الكريلية.